# هيديو يوشينو
هيديو يوشينو (باليابانية: 吉野秀雄؛ بالكانا: よしの ひでお) هو كاتب وشاعر ياباني، ولد في 1902 في تاكاساكي في اليابان، وتوفي في 13 يوليو 1967 في كاماكورا في اليابان.